# Onde Nasce a Ilusão
Onde Nasce a Ilusão é uma telenovela brasileira produzida pela extinta TV Excelsior e exibida de 4 de janeiro a 27 de fevereiro de 1965 no horário das 19h30, totalizando 48 capítulos. Foi escrita por Ivani Ribeiro e dirigida por Hélio Tozzi.

## Sinopse
À cabeceira de sua mãe, muito doente, a jovem Susana, que trabalha no circo, promete não seguir a carreira. Mas apaixona-se pelo trapezista Rodrigo.

## Elenco
| Ator/Atriz            | Personagem   |
| --------------------- | ------------ |
| Carlos Zara           | Rodrigo      |
| Maria Helena Dias     | Susana       |
| Renato Master         | Renato       |
| Célia Coutinho        | Paulina      |
| Silvio Francisco      | Alexandre    |
| Maria Aparecida Alves | Walquíria    |
| Bentinho              | Meio-Quilo   |
| Léa Camargo           | Elisa        |
| Edmundo Lopes         | Peteleco     |
| Lídia Vani            | Maria Teresa |
| Glauce Graieb         | Clarice      |
| Luiz Noronha          | Alfredo      |
| Wanda Marchetti       |              |

1. ↑  «Onde Nasce a Ilusão». Teledramaturgia. Consultado em 20 de junho de 2021